# ATP Champions Tour

Logo der ATP Champions Tour

Die ATP Champions Tour ist eine Turnierserie für ehemalige Profitennisspieler.
Sie wird wie die ATP Tour und die ATP Challenger Tour von der Association of Tennis Professionals organisiert.

## Geschichte
Die ATP Champions Tour wurde 1997 gegründet und in den ersten Jahren von John McEnroe dominiert. Im Laufe der Jahre schlossen sich immer mehr ehemalige Weltklassespieler der Tour an. Vor allem Marcelo Ríos und Sergi Bruguera konnten später mehrere Turniere gewinnen. McEnroe nimmt immer noch vereinzelt an der Tour teil und gewann 2016 im Alter von 57 Jahren das Turnier in Stockholm (sein 24. Titel auf der Champions Tour).

## Turniere
Gespielt werden fünf bis zehn Turniere jährlich, die in verschiedenen Städten auf der Welt ausgetragen werden.

### Turnierorte
Seit dem Start der Tour 1997 steht das Turnier von London als Tourfinale am Ende der Saison ununterbrochen im Turnierplan, während die Austragungsorte der anderen Turniere wechseln.
Übersicht der Turnierorte 2009–2019:
- 2009: Barcelona, São Paulo, Algarve, Paris, Chengdu, London
- 2010: Delray Beach, Zürich, Bogotá, Barcelona, São Paulo, Algarve, Knokke-Heist, Paris, Chengdu, Sydney, London
- 2011: Delray Beach, Zürich, Bogota, São Paulo, Knokke-Heist, Chengdu, Santiago, London
- 2012: Delray Beach, Stockholm, Zürich, Medellín, São Paulo, Knokke-Heist, Chengdu, Santiago, London
- 2013: Delray Beach, Stockholm, Edinburgh, Knokke-Heist, Medellín, São Paulo, Rio de Janeiro, London
- 2014: Delray Beach, Stockholm, Knokke-Heist, Genua/Mailand, Rio de Janeiro, London
- 2015: Delray Beach, Stockholm, Knokke-Heist, Palma, Monterrey, Verona/Modena, London
- 2016: Delray Beach, Stockholm, Palma, Monterrey, Mexiko-Stadt, Seoul, Bari, London
- 2017: Delray Beach, Stockholm, Auchterarder, Palma, Monterrey, London
- 2018: Delray Beach, Brüssel, Auchterarder, Palma, London
- 2019: Delray Beach, Auchterarder, Skurup, Palma, London

### Turnierablauf
An jedem Turnier nehmen acht Spieler teil. Sie werden in zwei Vierergruppen eingeteilt. Die Ersten jeder Gruppe bestreiten das Finale, die Gruppenzweiten spielen um Platz drei. Zudem dient das Turnier in Delray Beach zu Anfang des Jahres als eine Begegnung eines Teams Europa gegen ein Team aus dem Rest der Welt, ähnlich dem seit 2017 ins Leben gerufenen Laver Cup.

## Teilnehmer

### Teilnahmeberechtigung
Teilnahmeberechtigt sind alle Spieler, die über 30 Jahre alt sind, ihre ATP-Tour-Karriere beendet haben und zudem mindestens eines der folgenden Kriterien erfüllen:
- Ehemalige Nummer 1 der Weltrangliste
- Finalist in einem Grand-Slam-Turnier im Einzel
- Einzelspieler in einem Davis-Cup-Sieger-Team.

Darüber hinaus können für jedes Turnier zwei Wildcards vergeben werden.
Bisher haben 15 ehemalige Weltranglistenerste bei der Champions Tour gespielt:
Boris Becker, Björn Borg, Jim Courier, Stefan Edberg, John McEnroe, Jewgeni Kafelnikow, Carlos Moyá, Thomas Muster, Patrick Rafter, Marcelo Ríos, Andy Roddick, Pete Sampras, Mats Wilander, Juan Carlos Ferrero und Marat Safin.

## Toursieger
Seit 2017 wird auf der offiziellen Homepage der Tour keine Rangliste mehr geführt, womit Toursieger nicht mehr nachvollzogen werden können.
| Jahr | Sieger               |
| ---- | -------------------- |
| 2019 | nicht ausgespielt    |
| 2018 | nicht ausgespielt    |
| 2017 | nicht ausgespielt    |
| 2016 | John McEnroe (7)     |
| 2015 | Fernando González    |
| 2014 | Goran Ivanišević (3) |
| 2013 | John McEnroe (6)     |
| 2012 | Carlos Moyá (2)      |
| 2011 | Carlos Moyá (1)      |
| 2010 | Thomas Enqvist (2)   |
| 2009 | Thomas Enqvist (1)   |
| 2008 | Goran Ivanišević (2) |
| 2007 | Sergi Bruguera       |
| 2006 | Marcelo Ríos         |
| 2005 | Goran Ivanišević (1) |
| 2004 | Jim Courier          |
| 2003 | John McEnroe (5)     |
| 2002 | Petr Korda           |
| 2001 | John McEnroe (4)     |
| 2000 | John McEnroe (3)     |
| 1999 | John McEnroe (2)     |
| 1998 | John McEnroe (1)     |

## Turniersieger
| Jahr | Dublin             | Doha      | Naples        | New York      | Paris        | Genf          | Frankfurt                    | London     | weitere Turniere                            |
| ---- | ------------------ | --------- | ------------- | ------------- | ------------ | ------------- | ---------------------------- | ---------- | ------------------------------------------- |
| 2000 | McEnroe            | Borg      | McEnroe       | Pernfors      | Forget       | McEnroe       | McEnroe                      | Cash       | 6x McEnroe, Borg, Cash, Järryd              |
| 2001 | McEnroe            | —         | Gómez         | —             | —            | —             | —                            | Forget     | McEnroe                                     |
| Jahr | Monte-Carlo        | Doha      | Algarve       | Graz          | Paris        | Eindhoven     | Frankfurt                    | London     | weitere Turniere                            |
| 2002 | Korda              | —         | McEnroe       | Becker        | Hlasek       | McEnroe       | Korda                        | Korda      | Noah                                        |
| 2003 | McEnroe            | —         | Stich         | Becker        | Forget       | McEnroe       | —                            | McEnroe    | McEnroe                                     |
| Jahr | Rom                | Doha      | Algarve       | Graz          | Paris        | Eindhoven     | Frankfurt                    | London     | weitere Turniere                            |
| 2004 | Muster             | —         | Courier       | Becker        | Bruguera     | Ivanišević    | —                            | Courier    | Courier                                     |
| 2005 | Muster             | Bruguera  | McEnroe       | Muster        | Courier      | Ivanišević    | McEnroe                      | Haarhuis   | 2x Ivanišević, Pioline                      |
| 2006 | Furlan             | Ríos      | Ríos          | Ríos          | Ríos         | Ríos          | Ivanišević                   | Haarhuis   | Ríos, Bruguera                              |
| Jahr | Rom                | São Paulo | Algarve       | Graz          | Paris        | Eindhoven     | Frankfurt                    | London     | weitere Turniere                            |
| 2007 | Bruguera           | Bruguera  | Bruguera      | Stich         | Bruguera     | Bruguera      | Haarhuis                     | Haarhuis   | 2x Bruguera, Järryd, Gustafsson             |
| 2008 | Muster             | Sampras   | Ríos          | Rafter        | Edberg       | Krajicek      | —                            | Pioline    | 2x Ivanišević, Järryd, Ríos, Stich, McEnroe |
| Jahr | Delray Beach       | São Paulo | Algarve       | Zürich        | Paris        | Knokke-Heist  | Chengdu                      | London     | weitere Turniere                            |
| 2009 | —                  | Enqvist   | Rusedski      | —             | Enqvist      | —             | Enqvist                      | Rafter     | Mantilla                                    |
| 2010 | Rafter             | Enqvist   | Enqvist       | Edberg        | McEnroe      | Ivanišević    | Rusedski                     | Ivanišević | Enqvist, Ivanišević, Rafter                 |
| 2011 | Philippoussis      | Moyá      | —             | Philippoussis | —            | Moyá          | Moyá                         | Henman     | Philippoussis, Moyá                         |
| Jahr | Delray Beach       | São Paulo | Stockholm     | Zürich        | Medellín     | Knokke-Heist  | Genua/Mailand/ Verona&Modena | London     | weitere Turniere                            |
| 2012 | Moyá               | Santoro   | McEnroe       | Moyá          | Moyá         | Ivanišević    | —                            | Santoro    | Enqvist                                     |
| 2013 | Moyá               | —         | Edberg        | —             | —            | Ivanišević    | —                            | Rafter     | Enqvist                                     |
| 2014 | Roddick            | —         | Enqvist       | —             | —            | Malisse       | Ivanišević                   | González   |                                             |
| 2015 | Blake              | —         | —             | —             | —            | Malisse       | McEnroe                      | González   | Corretja, Sampras, González                 |
| Jahr | Delray Beach       | Stockholm | Palma         | Monterrey     | Mexiko-Stadt | Seoul         | Bari                         | London     | weitere Turniere                            |
| 2016 | Team USA           | McEnroe   | Moyá          | Blake         | Ferrero      | Safin         | Enqvist                      | Santoro    |                                             |
| 2017 | Team USA           | Ferrero   | Moyá          | Santoro       | —            | —             | —                            | Ferrero    | Rusedski                                    |
| Jahr | Delray Beach       | Brüssel   | Auchterarder  | Palma         | London       | Stockholm     | —                            | —          | weitere Turniere                            |
| 2018 | Team International | Malisse   | Philippoussis | Haas          | Ferrero      | —             | —                            | —          |                                             |
| 2019 | Team International |           | Ferrero       |               |              | Team Schweden | —                            | —          |                                             |

Es werden nicht alle Turniere aufgeführt, da viele nur wenige Male stattfanden. Aufgrund wechselnder Turniertermine entspricht die Reihenfolge nicht immer der zeitlichen Reihenfolge im laufenden Jahr.

## Gesamtübersicht
| Platz | Name                | Siege |
| ----- | ------------------- | ----- |
| 1.    | John McEnroe        | 26    |
| 2.    | Goran Ivanišević    | 13    |
| 3.    | Sergi Bruguera      | 10    |
| 3.    | Thomas Enqvist      | 10    |
| 3.    | Carlos Moyá         | 10    |
| 6.    | Marcelo Ríos        | 8     |
| 7.    | Patrick Rafter      | 5     |
| 8.    | Jim Courier         | 4     |
| 8.    | Paul Haarhuis       | 4     |
| 8.    | Thomas Muster       | 4     |
| 8.    | Fabrice Santoro     | 4     |
| 12.   | Boris Becker        | 3     |
| 12.   | Stefan Edberg       | 3     |
| 12.   | Guy Forget          | 3     |
| 12.   | Anders Järryd       | 3     |
| 12.   | Petr Korda          | 3     |
| 12.   | Mark Philippoussis  | 3     |
| 12.   | Michael Stich       | 3     |
| 12.   | Fernando González   | 3     |
| 12.   | Juan Carlos Ferrero | 3     |
| 12.   | Greg Rusedski       | 3     |
| 22.   | James Blake         | 2     |
| 22.   | Xavier Malisse      | 2     |
| 22.   | Pete Sampras        | 2     |
| 22.   | Björn Borg          | 2     |
| 22.   | Pat Cash            | 2     |
| 22.   | Cédric Pioline      | 2     |
| 28.   | Renzo Furlan        | 1     |
| 28.   | Andrés Gómez        | 1     |
| 28.   | Magnus Gustafsson   | 1     |
| 28.   | Tim Henman          | 1     |
| 28.   | Jakob Hlasek        | 1     |
| 28.   | Richard Krajicek    | 1     |
| 28.   | Félix Mantilla      | 1     |
| 28.   | Yannick Noah        | 1     |
| 28.   | Mikael Pernfors     | 1     |
| 28.   | Andy Roddick        | 1     |
| 28.   | Álex Corretja       | 1     |
| 28.   | Marat Safin         | 1     |

Stand: Ende 2017